# Série 41 SNCB
Les autorails de la série 41 de la SNCB (appelés également AR41) sont les plus récentes automotrices-diesel (et les seules encore en service) sur le réseau belge. Ces autorails ont été construits en Espagne par Alstom entre 2000 et 2002. La disposition des couleurs est la même que pour l'automotrice AM96, toutefois sans les boudins de face avant/arrière et sans poste de conduite repliable ; mais tous les compartiments sont non-fumeurs (l'interdiction de fumer dans tous les trains belges n'interviendra pourtant qu'en 2004).
Il en a été construit 96 : initialement 80, et par la suite seize exemplaires supplémentaires.

## Histoire

### Mise en service
Ils sont en service depuis 2002 date de leur livraison.

### Utilisation
La livraison des automotrices Desiro ML de la série 08 mit fin en 2013 à l'exploitation de ces autorails sur les lignes ardennaises. Ils poursuivent leur service sur les lignes non électrifiées suivantes :
- Anvers Central - Neerpelt – Hamont / Hasselt (section Anvers – Hasselt d'un train scindé à Mol : lignes 19 Mol – Hamont électrifiée depuis  juin 2021 et 15 Anvers – Hasselt électrifiée seulement d'Anvers à Mol depuis 2015)
- Gand-Saint-Pierre – Eeklo (ligne 58)
- Gand Saint-Pierre - La Pinte – Audenarde – Renaix (ligne 86)
- Gand Saint-Pierre - Melle – Zottegem – Grammont (ligne 122)
- Alost - Burst (ligne 82)
- Charleroi-Central – Couvin (lignes 132 et 134)
- Jemeppe-Sur-Sambre-Gembloux (ligne 144 ou "le petit Gembloux)

On les utilise parfois également sur les lignes électrifiées, par exemple le train d’heure de pointe Courtrai - Audenarde et le soir comme train local Audenarde - Courtrai - Bruges. Ils viennent aussi en complément des automotrices classiques assurer le service S63 Charleroi – Erquelinnes (ligne 130A).
Une utilisation particulière a lieu durant les vacances d'été 2020 où une rame de quatre autorails AR41 assurait un aller-retour Neerpelt - Blankenberge en tant que train touristique (ICT) jusqu'à l'électrification de la ligne menant à Neerpelt.

### Problèmes
La satisfaction des voyageurs au sujet de ces autorails est assez mitigée : ce matériel moderne a remplacé un matériel très vieilli dans la plupart des cas, mais par ailleurs les premières classes surtout sont qualifiées de médiocres[réf. souhaitée].
L'autorail 41 est également sujet à de petits incendies. Déjà quelques voitures ont entièrement brûlé. Les 18 et 19 mai 2007, respectivement à Berchem et à Geel, deux voitures ont brûlé. Une autre aux environs de Hasselt. L'atelier traction de Stockem a identifié un problème de coulées d'huile sur le collecteur d'échappement, des mesures ont été prises[réf. souhaitée].

## Caractéristiques

### Aménagement

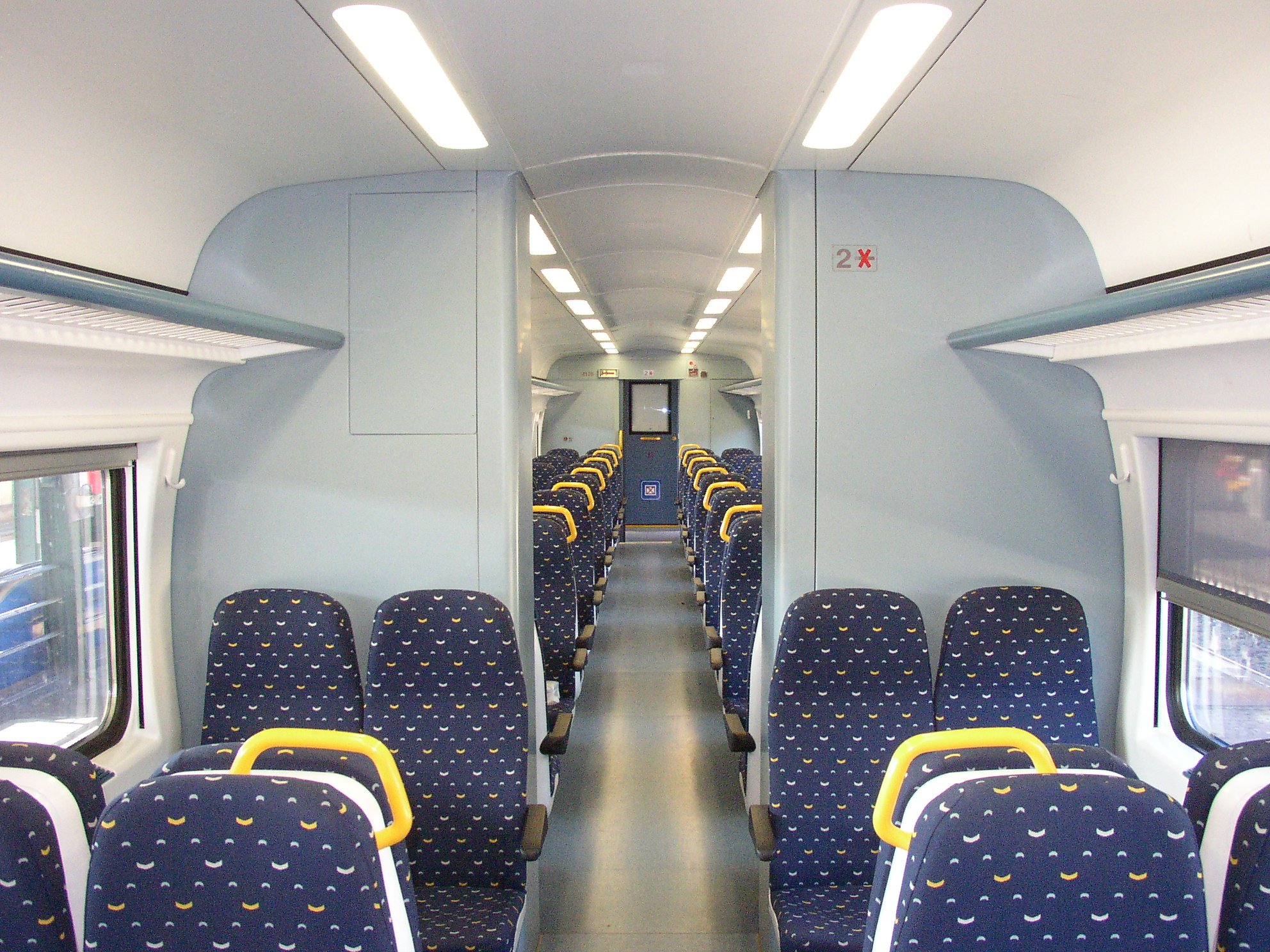
Intérieur 2e classe.
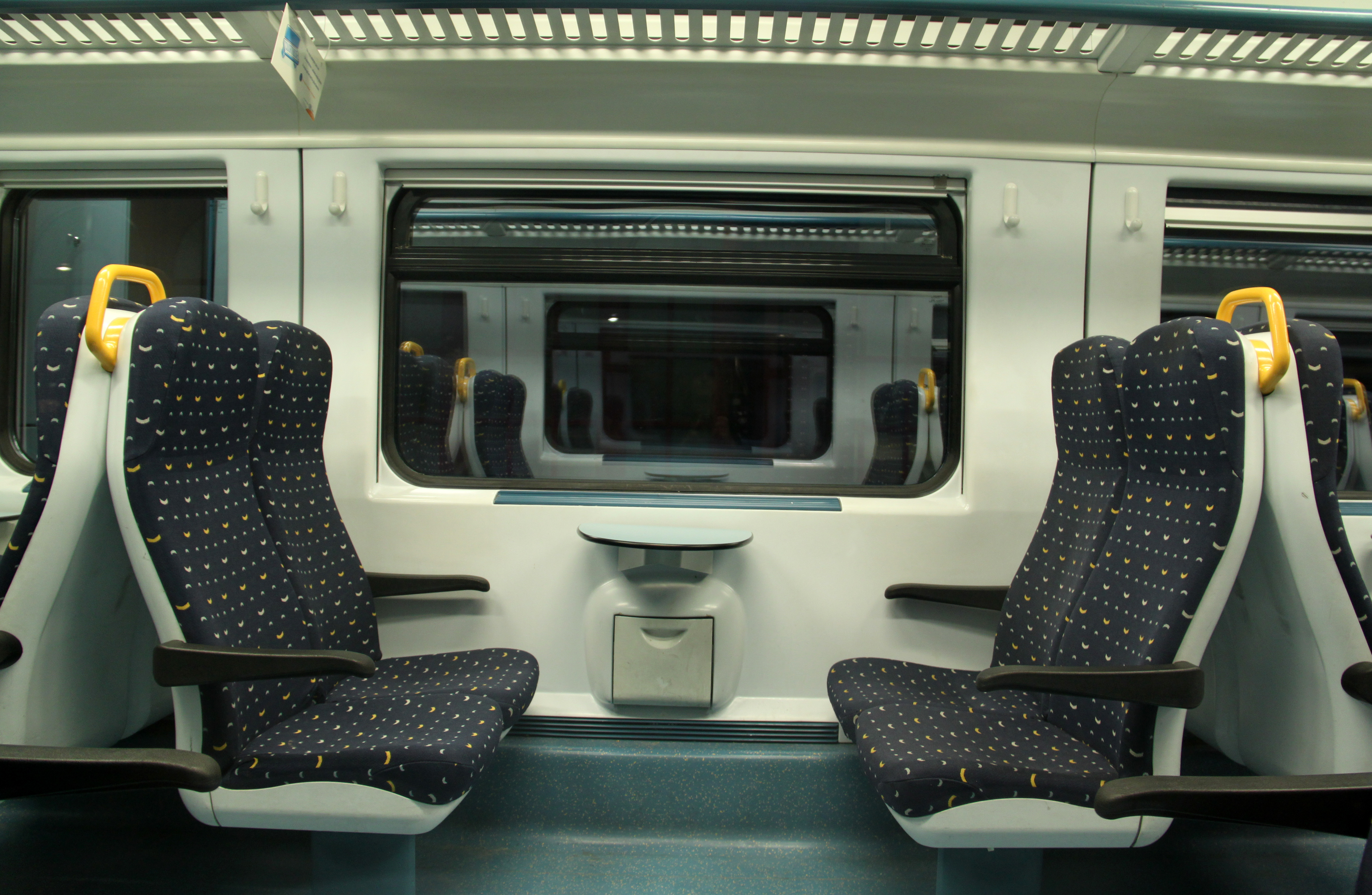
Intérieur 2e classe.
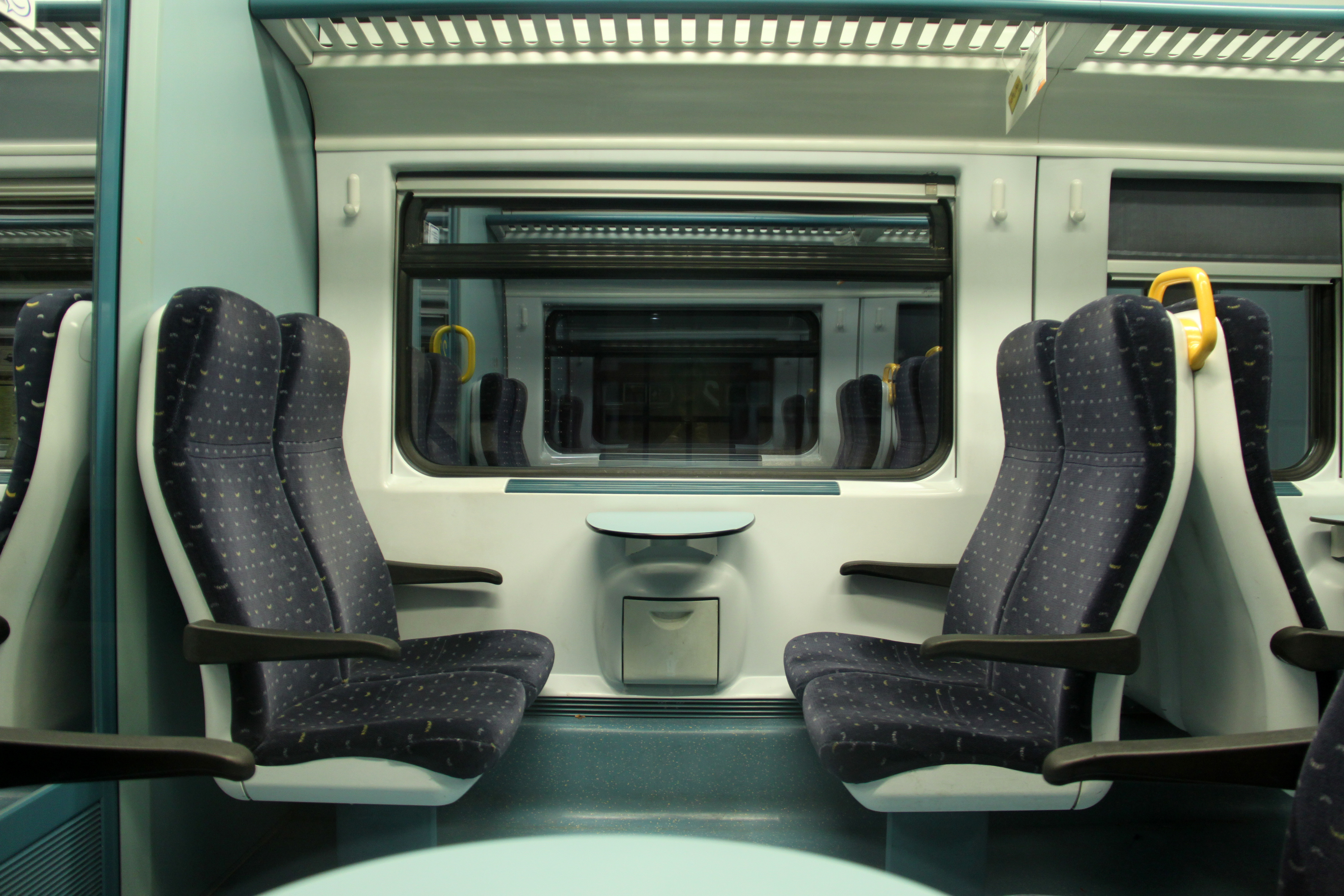
Intérieur 1e classe.

## Galerie d'images

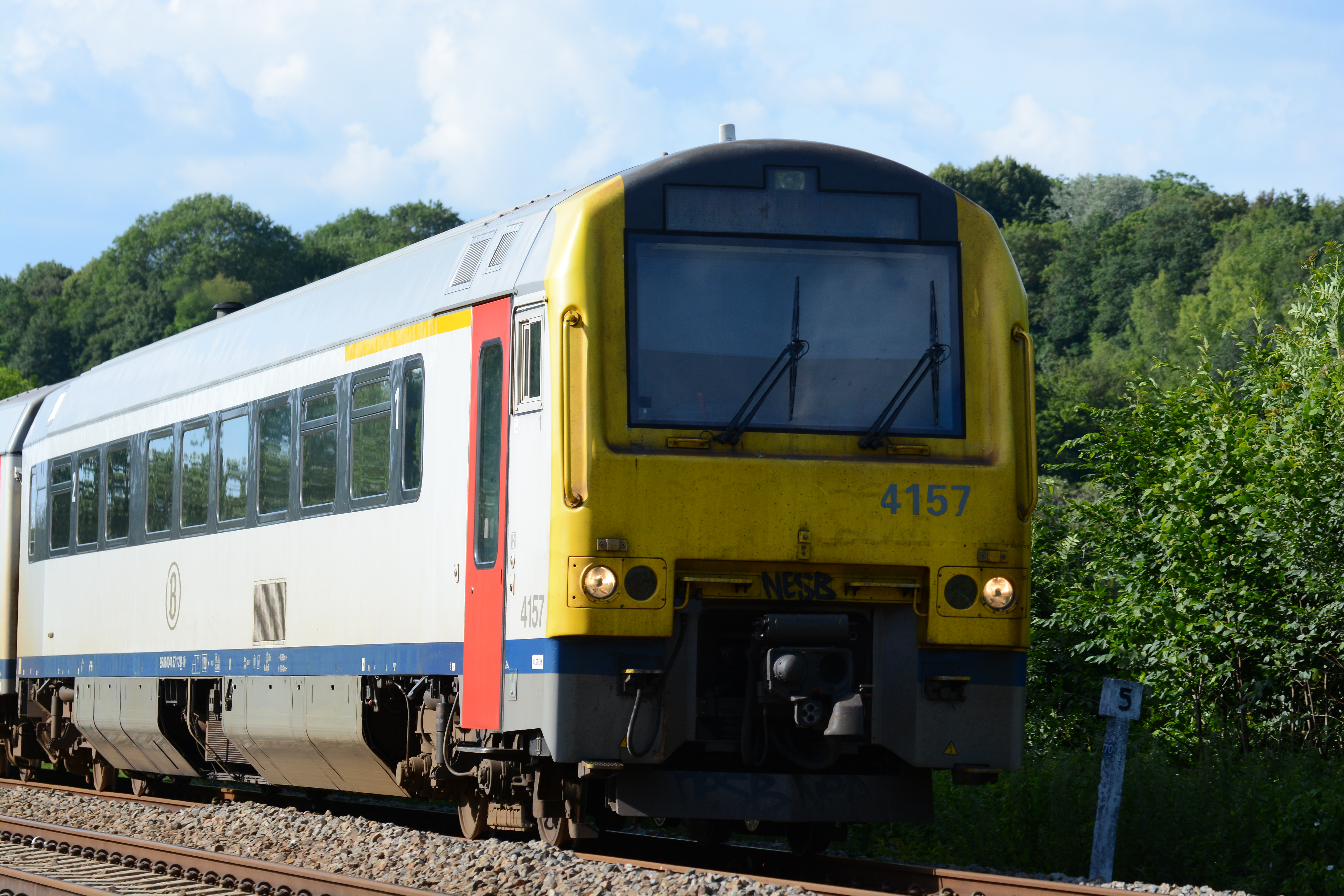
AR41 sur la ligne 132 entre Charleroi et Jamioulx.
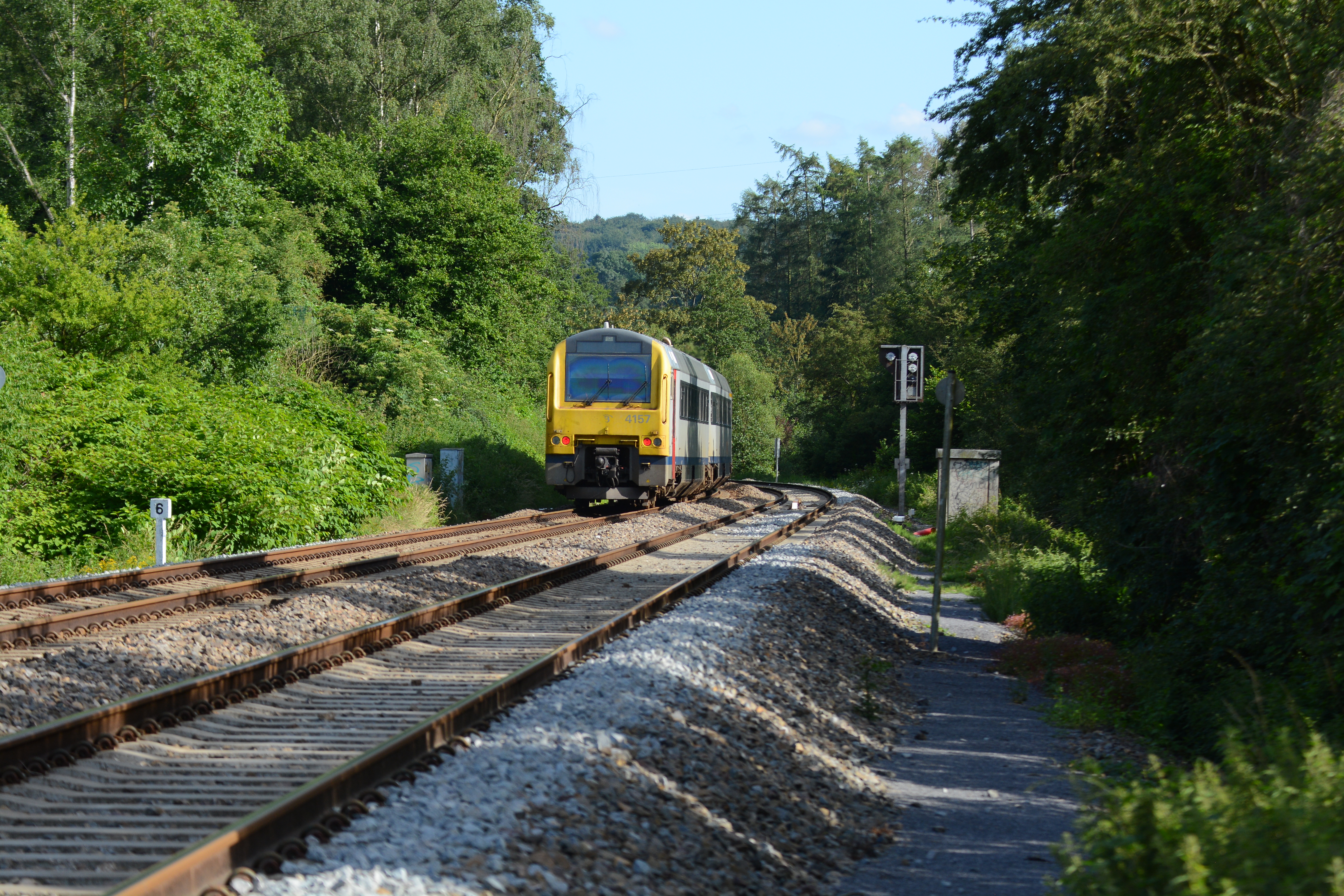
AR41 sur la ligne 132 entre Charleroi et Jamioulx
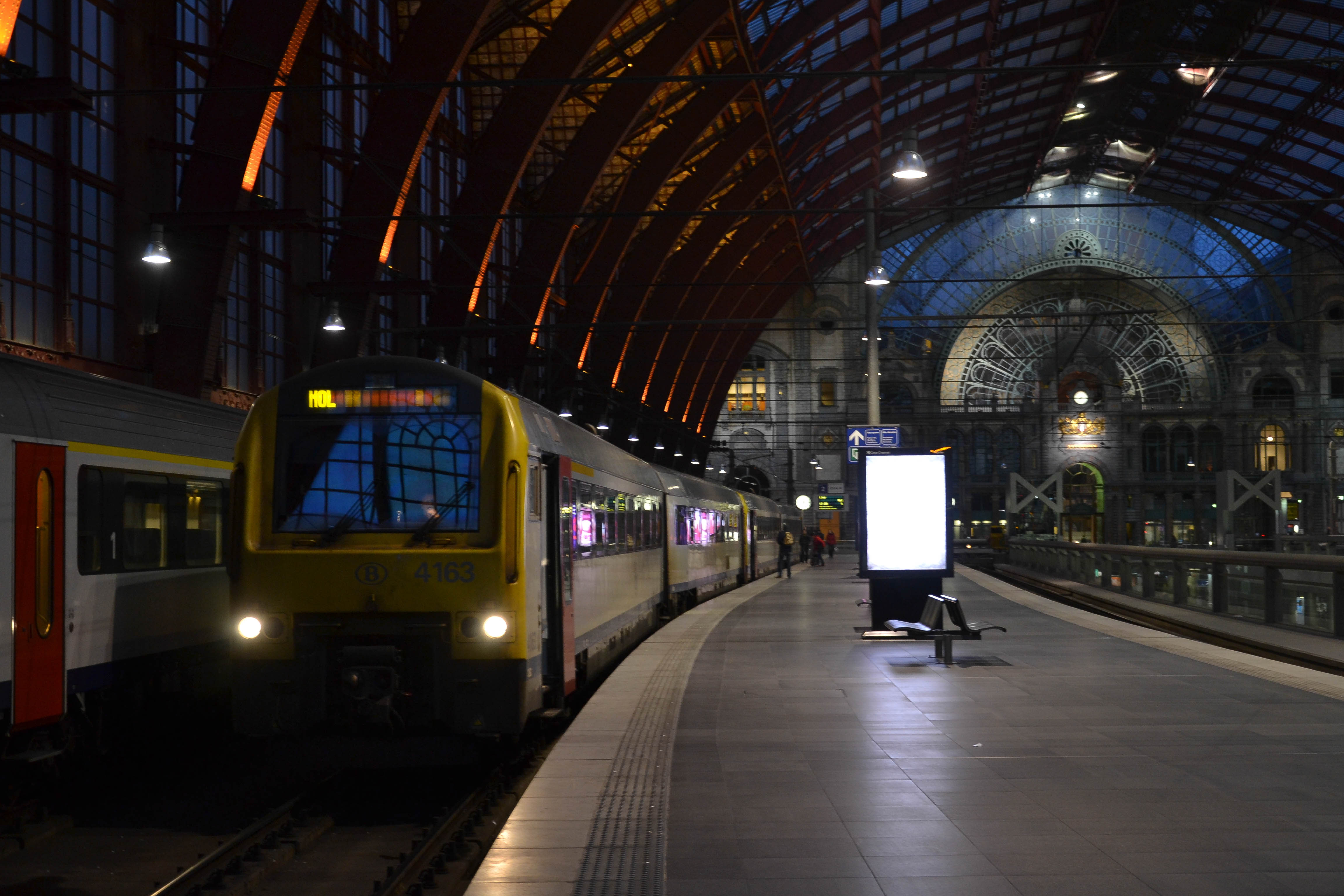
AR41 4163 en gare d'Anvers-Central.
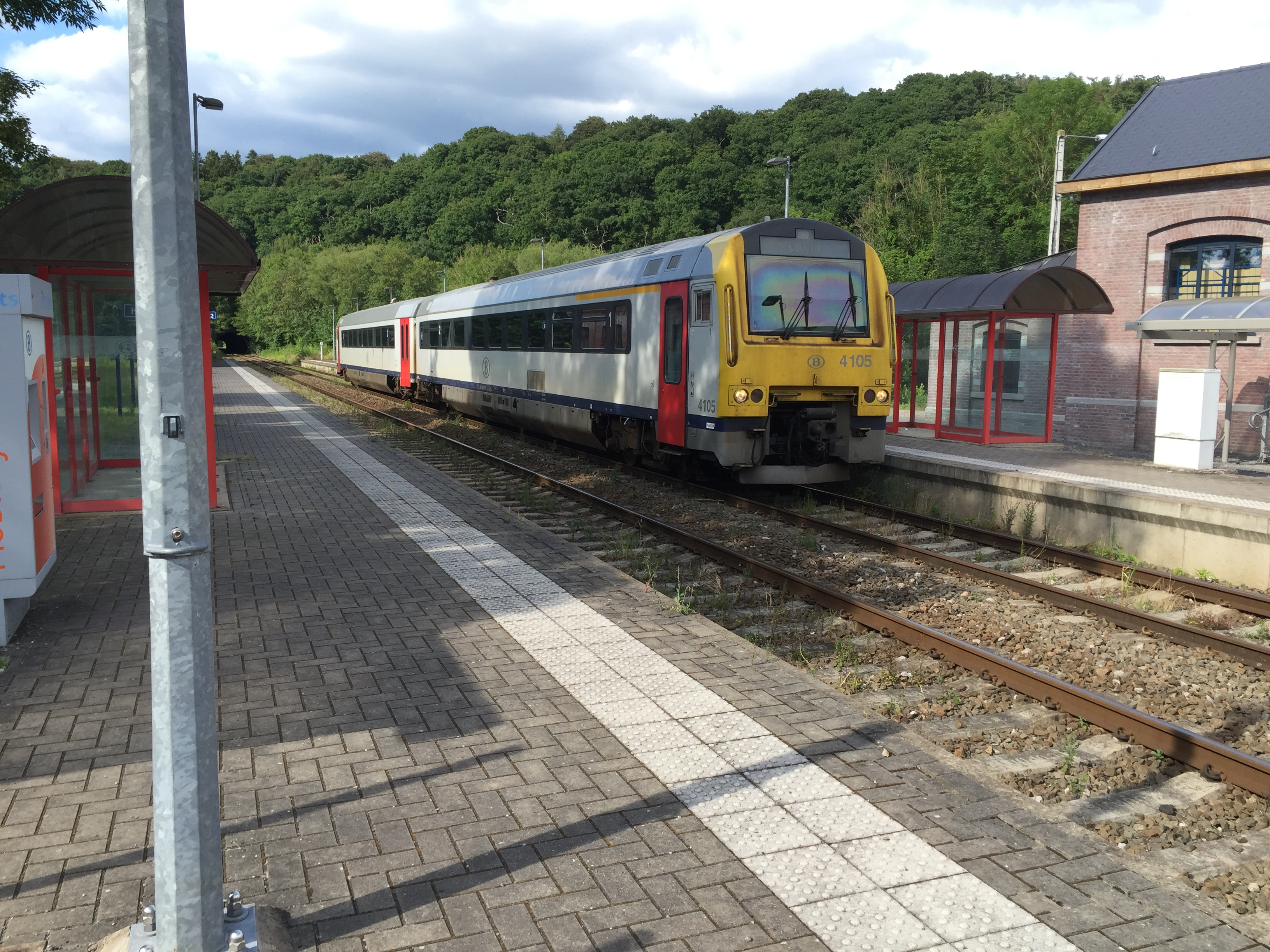
AR41 en gare de Ham-sur-Heure.
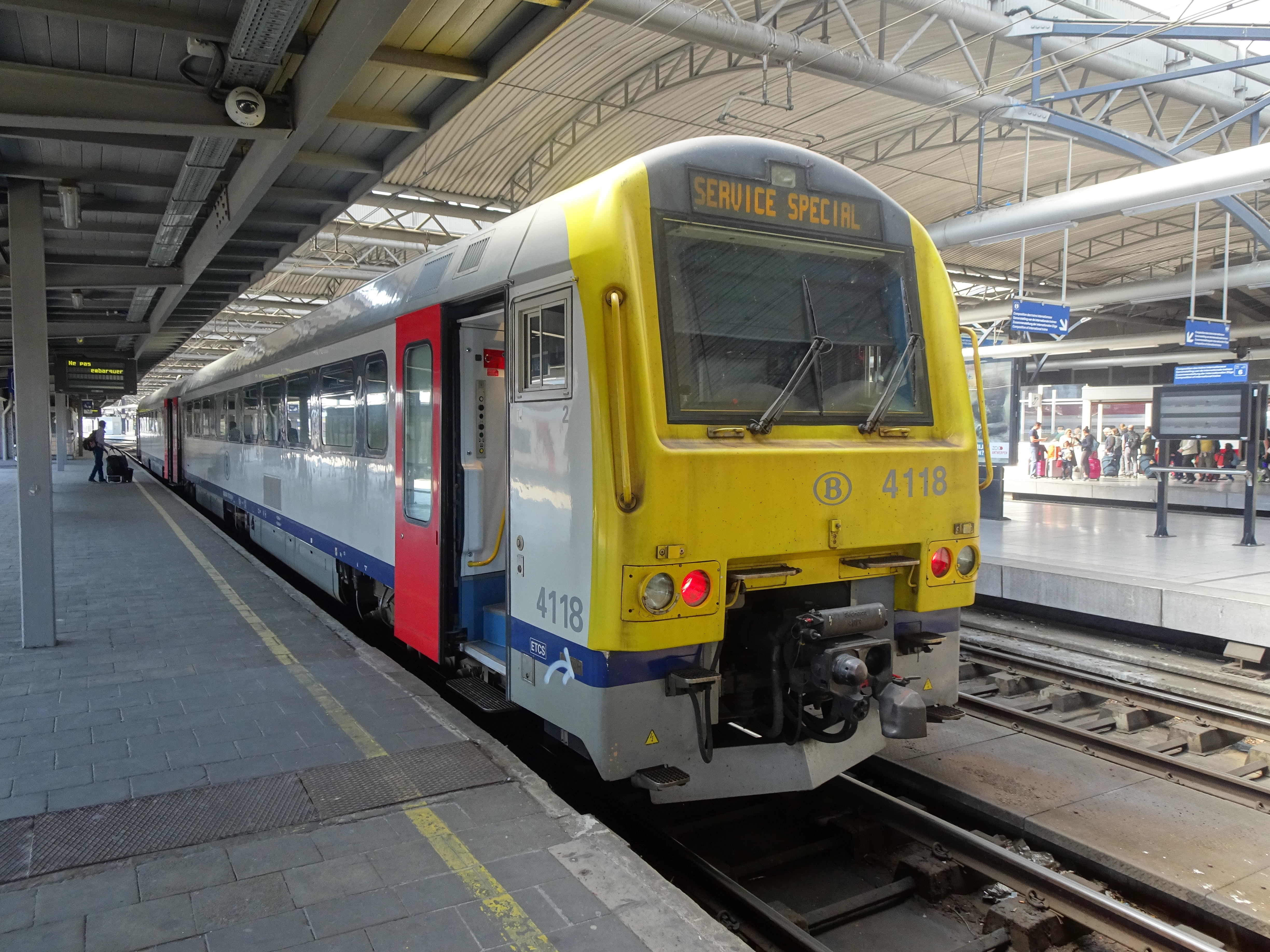
Le 4118 à Bruxelles-Midi, lors d'un remplacement temporaire dû à des travaux.